# Domanin (wieś w powiecie kępińskim)
Domanin – wieś w Polsce położona w województwie wielkopolskim, w powiecie kępińskim, w gminie Kępno.
Leży przy drodze powiatowej biegnącej z Kępna na Grabów nad Prosną, ok. 4 km na północ od Kępna. Stacja kolejowa Domanin na linii kolejowej Ostrów Wielkopolski-Kępno.
W latach 1975–1998 miejscowość należała administracyjnie do województwa kaliskiego.

## Urodzeni w Domaninie
- Piotr Lasota – polski mistrz rzeźnicki, polityk, działacz społeczny i cechowy, poseł na Sejm w II RP[3].
- Wojciech Stachura – polski wojskowy, podpułkownik Wojska Polskiego, uczestnik wojny polsko-bolszewickiej oraz kampanii wrześniowej, kawaler Orderu Virtuti Militari.